# Oenopota simplex
Oenopota simplex är en snäckart som först beskrevs av Middendorff 1849.  Oenopota simplex ingår i släktet Oenopota och familjen kägelsnäckor. Inga underarter finns listade i Catalogue of Life.